# Mielichhoferia secundifolia
Mielichhoferia secundifolia là một loài rêu trong họ Bryaceae. Loài này được Herzog mô tả khoa học đầu tiên năm 1909.